# Marek Leśniak
Marek Sebastian Leśniak (* 29. Februar 1964 in Goleniów) ist ein ehemaliger polnischer Fußballspieler, der aktuell als Fußballtrainer tätig ist. Er spielte für die polnische Fußballnationalmannschaft und wurde 1987 Torschützenkönig der polnischen Ekstraklasa.

## Stationen als Spieler
Als Jugendlicher trat Leśniak in der nordwestpolnischen Stadt Nowogard einem der lokalen Fußballvereine bei. Als 18-Jähriger erhielt er 1982 einen Vertrag beim Ligaclub Pogoń Stettin. Nach einem Jahr gelang ihm dort der Durchbruch zur ersten Mannschaft. 1986 wurde er erstmals in die Nationalmannschaft berufen. 1987 wurde er mit seinem Verein polnischer Vizemeister und mit 24 Treffern Torschützenkönig.
1988 setzte er sich während einer Reise der polnischen Olympiaauswahl nach Dänemark ab, um in die Bundesrepublik Deutschland weiter zu reisen. Über Mittelsmänner war bereits ein Vertrag mit Bayer 04 Leverkusen ausgehandelt worden. Mit 24 Jahren war er eigentlich zu jung, um die Freigabe des polnischen Fußballverbandes PZPN für das Ausland zu erhalten. Die Altersgrenze lag bei 28 Jahren. Doch kam es zur Einigung der polnischen Seite mit den Leverkusenern: Zu der Ablösesumme in Höhe von 2,0 Millionen D-Mark, was damals ein Rekord für einen Spieler aus Polen war, lieferte der Pharmakonzern Bayer AG Medikamente in die Volksrepublik Polen, deren Gesamtwert die Transfersumme überstieg.
Dank der Unterstützung seines Landsmanns Andrzej Buncol, der im Jahr zuvor nach Leverkusen gekommen war, integrierte sich Leśniak schnell in seinen neuen Club und wurde einer der Leistungsträger. Er spielte auch weiter für die Nationalmannschaft; insgesamt kam er auf 20 Einsätze.
Bis 1992 bestritt er für die Leverkusener 117 Bundesligaspiele, in denen er 19 Tore erzielte. Danach wechselte er zur SG Wattenscheid 09. In zwei Jahren in 1. Bundesliga kam er auf 64 Spiele und 18 Tore, stieg aber mit der Mannschaft ab. Er begleitete die Wattenscheider in die 2. Bundesliga und kam dabei auf 32 Spiele und sieben Tore. Der Wiederaufstieg  in die erste Liga gelang jedoch nicht. In der Saison 1995/96 wechselte er daher zum TSV 1860 München und bestritt in der ersten Halbsaison 15 Bundesliga-Spiele mit zwei Toren, bevor er für die zweite Halbsaison zum Bundesligisten KFC Uerdingen 05 wechselte, für den er dann noch 17 Bundesligaspiele machte und drei Tore erzielte.
Danach wechselte Leśniak zu Neuchâtel Xamax und erzielte für den Schweizer Verein zwölf Tore in 41 Spielen. Von 1997 bis 1999 trat er dann für Fortuna Düsseldorf in der 2. Bundesliga an und kam auf 52 Spiele (16 Tore), bevor er in die damals drittklassige Regionalliga Nord zu Preußen Münster wechselte. Hier bestritt er bis 2002 weitere 65 Spiele und erzielte dabei 20 Tore.

## Stationen als Trainer
Im Juli 2002 unterschrieb Leśniak einen Vertrag als Spielertrainer bei der SSVg Velbert, für die er in rund 80 Oberligapartien mehr als 40 Tore erzielte. Im Juni 2005 verließ er den Verein und trainierte danach Ratingen 04/19. Dort blieb er bis zum Ende der Saison 2005/06 und ging im März 2007 zum BSV Rehden. Im März 2009 verließ er den Verein, um im April desselben Jahres wieder zur SSVg Velbert zurückzukehren. Zunächst mit Vertrag bis Saisonende, verlängerte er im Sommer 2009 für die folgende Saison. Am 29. März 2010 stellte Leśniak seinen Posten als Trainer bei der SSVg nach 18 Spielen, aus denen seine Mannschaft nur zwei Punkte geholt hatte, zur Verfügung. Kurz darauf folgte ein neues Engagement als Trainer der SG Wattenscheid 09. Nach dem Abstieg in die Westfalenliga verließ er den Verein wieder. Am 21. Oktober 2011 wurde er neuer Trainer von TuSpo Richrath. Zur Saison 2013/14 wurde Leśniak vom FV Wiehl als Jugendtrainer verpflichtet. Ab der Saison 2015/16 ist Leśniak Trainer des Westfalenligisten SpVg Olpe.

## Sonstiges
Leśniak arbeitete ab August 2011 bei der Hofacker Autoteile GmbH in seinem damaligen Wohnort Leverkusen. Er lebt inzwischen im Oberbergischen Kreis.